# Lorenzo Fernández
Lorenzo Fernández (20. květen 1900, Redondela – 16. listopad 1973, Montevideo) byl uruguayský fotbalista narozený ve Španělsku. Nastupoval především na postu obránce.
S uruguayskou reprezentací vyhrál mistrovství světa ve fotbale 1930. Má zlatou medaili z olympijských her roku 1928. Dvakrát vyhrál s urugujskou reprezentací mistrovství Jižní Ameriky (1926, 1935). V národním týmu působil v letech 1925-1935 a odehrál za něj 31 utkání, v nichž vstřelil 4 góly.
S Peñarolem Montevideo se stal čtyřikrát mistrem Uruguaye (1928, 1929, 1932, 1935).
V letech 1941–1942 vedl Peñarol jako trenér, roku 1950 krátce i Liverpool.